# 3-甲基-2-戊醇
3-甲基-2-戊醇（英語：3-Methyl-2-pentanol，IUPAC名：3-methylpentan-2-ol）是一种六碳醇，有两个手性碳原子，因而存在四种立体异构体（2R3R、2R3S、2S3R、2S3S）。3-甲基-2-戊醇是蛇麻花的组成成分之一。尿液中出现的3-甲基-2-戊醇可作为3-甲基戊烷暴露的信号。